# Film edukacyjny

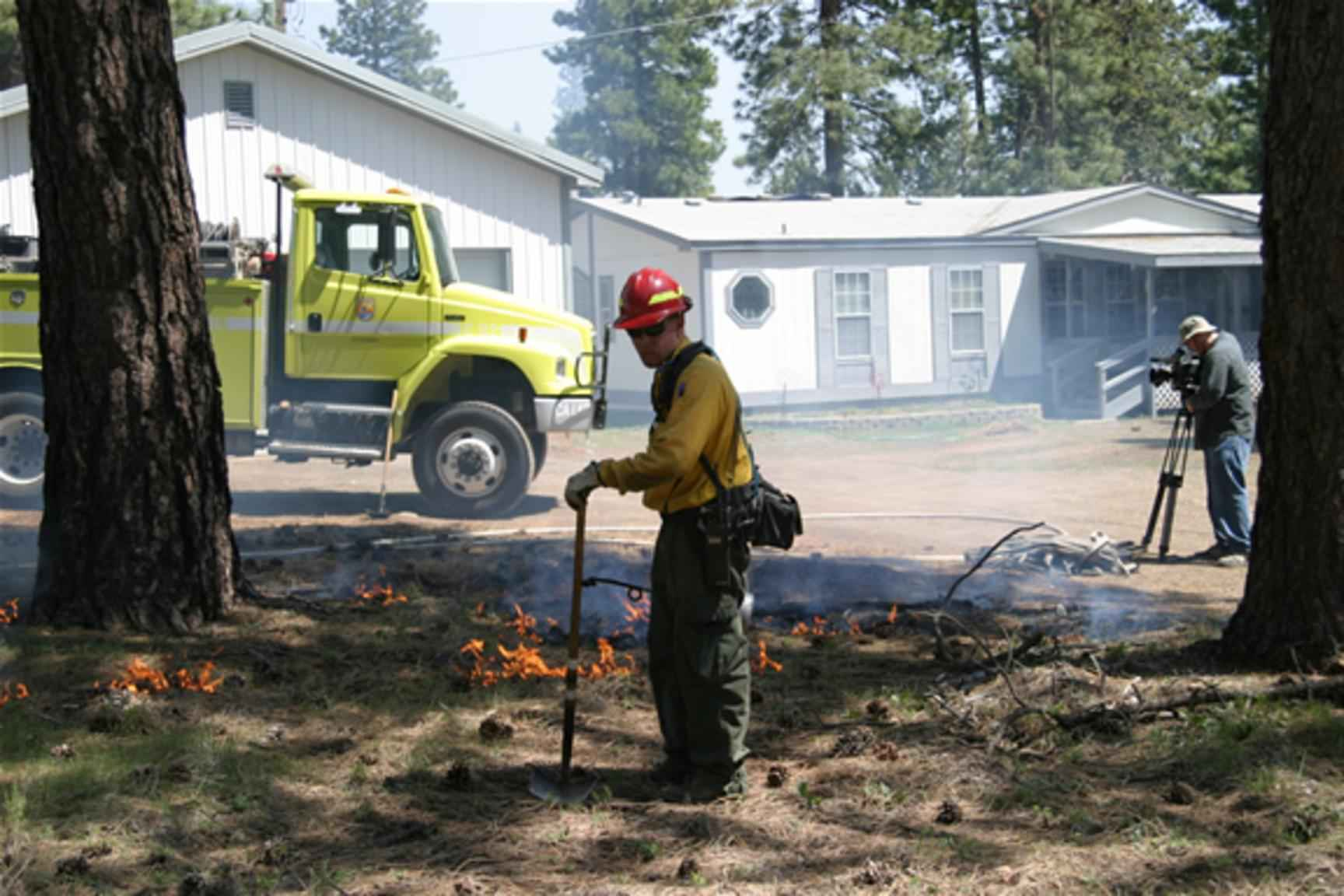
Nagrywanie filmu edukacyjnego o pożarach, USA

Film edukacyjny – rodzaj filmu dokumentalnego, którego podstawowym zadaniem jest przekazanie wiedzy. 
Np. filmy edukacyjne ilustrują doświadczenia, tłumaczą zjawiska, wyjaśniają skomplikowane procesy. Mogą mieć charakter dydaktyczny poprzez zapoznawanie widza z dorobkiem dziedzictwa narodowego, źródłami kultury i historii.
Niekiedy film edukacyjny jest jedynym sposobem przekazania informacji z danej dziedziny wiedzy - ze względu na wyjątkowość, duże koszty powtórzenia doświadczenia, utrudniony dostęp lub specjalne warunki towarzyszące pracy kamery niemożliwe byłoby edukowanie widza inną drogą.